# Soldier (singel)
„Soldier” – drugi singiel promujący płytę Destiny Fulfilled zespołu Destiny’s Child. Wydany w 2005 roku. Piosenkę napisali Beyoncé Knowles, Kelly Rowland, Michelle Williams, Rich Harrison, Clifford Harris, Dwayne Carter oraz Sean Garrett.

## Lista utworów

### Soldier, Pt. 1
1. Soldier (Album Version)
2. Soldier (Maurice's Nu Soul Mix)
3. Soldier (Maurice's Nu Beat Mix)
4. Soldier (Danny Howells & Dick Trevor's Kinkyfunk Mix)
5. Lose My Breath (Peter Rauhofer's Breathless Club Mix)

### Soldier, Pt. 2
1. Soldier (Radio Edit)
2. Soldier (Maurice's Nu Anthem Mix)
3. Soldier (Danny Howells & Dick Trevor's Kinkyfunk Mix)
4. Soldier (JS Remix)
5. Soldier (Promitonal SHRT Form Video)

## Oficjalne wersje
| - „Soldier Part II” (feat Rohff) - „Soldier” (Remix) (feat Stack Bundles, Lil' Wayne & T.I) - „Soldier” (DJ Noodles Remix) (feat. T.I. & Trazz) - „Soldier” (JS Nu Soul Remix) - „Soldier” (Kardinal Beats Remix) - „Soldier” (Maurice's Joshua Nu Anthem Remix) - „Soldier” (Maurice's Joshua Soul Remix) - „Soldier” (Maurice's Joshua Nu Beat Remix) - „Soldier” (Danny Howell & Dick Trevor's Kinkyfunk Remix) (feat. T.I.) | - „Soldier” (Grizz Blackmarket Remix) (feat. T.I. & Lil' Wayne) - „Soldier” (MGM Antiloop Confusion Mix) - „Soldier” (Bizarre Remix) - „Soldier” (Remix) (feat. B.G.) - „Soldier” (Remix) (feat. Bizarre of D-12) - „Soldier” (Gogh's In House Mix) - „Soldier” (Soldja Boy Crank Mix) (performed by Beyoncé Live on her 2007 Tour) |

## Pozycje na listach przebojów
| Lista (2005 r.)                    | Najwyższa pozycja |
| ---------------------------------- | ----------------- |
| Australia – Australian ARIA Charts | 3                 |
| Austria – Austrian Singles Charts  | 25                |
| Belgia – Belgium Singles Charts    | 18                |
| Brazylia – Brazil Hot 100          | 71                |
| Kanada Canadian Singles Charts     | 26                |
| Chiny Chinese Singles Charts       | 15                |
| Dania Danish Singles Charts        | 5                 |
| Holandia Dutch Singles Charts      | 10                |
| Finlandia Finnish Singles Charts   | 7                 |
| Francja French Singles Charts      | 28                |
| Niemcy German Singles Charts       | 11                |
| Grecja Greece Singles Charts       | 10                |
| Irlandia Irish Singles Charts      | 6                 |

| Lista (2005 r.)                                      | Najwyższa pozycja |
| ---------------------------------------------------- | ----------------- |
| Izrael Israel Singles Charts                         | 6                 |
| Włochy Italian Singles Charts                        | 7                 |
| Nowa Zelandia New Zealand RIANZ Singles Charts       | 4                 |
| Norwegia Norwegian Singles Charts                    | 15                |
| Portugalia Portuguese Singles Charts                 | 20                |
| Hiszpania – Spanish Singles Charts                   | 12                |
| Szwecja – Swedish Singles Charts                     | 27                |
| Szwajcaria – Swiss Singles Charts                    | 10                |
| Wielka Brytania – UK Singles Charts                  | 4                 |
| Stany Zjednoczone – Billboard Hot 100                | 3                 |
| Stany Zjednoczone – Hot R&B/Hip-Hop Singles & Tracks | 3                 |
| Stany Zjednoczone – Hot Dance Music/Club Play        | 1                 |
| Stany Zjednoczone – Hot Ringtones                    | 7                 |